# 韓遊瓌
韓 遊瓌（かん ゆうかい、生年不詳 - 798年）は、唐代の軍人。本貫は霊州霊武県。

## 経歴
はじめ郭子儀の裨将であった。安禄山の乱が起こると、安禄山は阿史那従礼に同羅・突厥5000騎を率いさせて朔方に偽降させた。塞門を出て、河曲九蕃府を誘い、六胡が反乱して、その部落はおよそ50万に及んだ。遊瓌は郭子儀の命を受けて辛京杲を率いて六胡を撃破し、九蕃府に帰らせた。遊瓌は邠寧節度留後に累進した。功を重ねて邠寧節度使に昇った。建中4年（783年）、涇原の兵が反乱を起こし、徳宗が奉天に避難すると、遊瓌は慶州刺史の論惟明とともに兵3000人を合わせて帝の救援に赴き、乾陵の北から醴泉に赴いて朱泚の反乱軍を阻んだ。
興元元年（784年）、朔方節度使の李懐光が反乱を起こすと、遊瓌は徳宗に従って山南に赴いた。遊瓌は論惟明・賈隠林らとともに禁兵を分けつかさどって徳宗に従った。李晟が東渭橋に軍を移すと、駱元光・尚可孤とともに京東の要路を分け扼した。遊瓌は渾瑊・戴休顔とともに京西の要路を分けつかさどり、前後呼応して進攻した。遊瓌は刑部尚書を検校し、御史大夫を兼ね、奉天定難功臣の号を受けた。李晟が長安を奪回すると、遊瓌ら三将は朱泚の軍を咸陽で破った。徳宗は興元府から長安に帰り、遊瓌は渾瑊・戴休顔らともに帝に従った。論功行封を受け、邠寧に帰って駐屯した。
貞元2年（786年）、吐蕃が涇州・隴州・邠州・寧州に侵入すると、遊瓌は安化まで追った。吐蕃は合水の北に陣営を置いていたが、遊瓌は部将の史履澄に夜襲させてこれを破った。また李元諒・韓全義らとともに吐蕃を討ち、塩州を奪回した。後に吐蕃が大回原に進攻すると、遊瓌は南原でこれを破った。
貞元3年（787年）、子の韓欽緒が宗教指導者の李広弘とともに反乱を図った。ときに遊瓌は長武城に駐屯していたが、計画が発覚しそうになり、韓欽緒は邠州に逃れた。邠州の将や官吏は韓欽緒に首枷をつけて長安に送った。遊瓌は子の大逆を受けて、邠寧節度使からの退任を求め、宮殿を訪れたいと願い出たが、徳宗は許さなかった。さらに遊瓌は韓欽緒の二子を鎖に繋いで長安に送り、連座を請うたが、徳宗はまたこれを赦免した。12月、遊瓌は入朝し、白い喪服を着て罪を待ち、朝堂に入った。徳宗はこれを赦し、邠州に帰らせた。遊瓌は大将の范希朝が軍中で名声があることから、これを殺そうとした。范希朝は鳳翔に出奔し、徳宗に召し出されて宿衛に入った。遊瓌は500人を派遣して豊義城を築こうとしたが、版築が真っ二つになって失敗した。さらに寧州の兵数百人を動員しようとしたが、叛かれた。寧州の兵の反乱と吐蕃の侵入があり、遊瓌は自ら兵を率いて寧州に駐屯した。
貞元4年（788年）7月、張献甫が遊瓌に代わって邠寧節度使となった。遊瓌は長安に入り、右龍武統軍に任じられた。貞元14年（798年）、死去した。諡は襄といった。

## 伝記資料
- 『旧唐書』巻144 列伝第94
- 『新唐書』巻156 列伝第81